# Nikolaj Nikolaevič Rukavišnikov
Nikolaj Nikolaevič Rukavišnikov (in russo Николай Николаевич Рукавишников) (Tomsk, 18 settembre 1932 – Mosca, 19 ottobre 2002) è stato un cosmonauta e fisico sovietico.
Ha studiato fisica a Mosca e dopo la laurea ha lavorato all'ufficio di progettazione di Sergej Pavlovič Korolëv. Nel 1967 è stato selezionato come cosmonauta. Ha effettuato il suo primo volo spaziale sulla Sojuz 10. In seguito è stato nello spazio altre due volte: nel 1974 con la Sojuz 16 e nel 1979 con la Sojuz 33. Lasciato il programma spaziale nel 1987, è ritornato a lavorare all'ufficio di progettazione da cui proveniva, occupandosi dello sviluppo del razzo Energia. È morto a Mosca all'età di 70 anni.